# 童丽
童丽（1979年11月16日 - ），是中国大陆流行音乐歌手，她生于安徽省马鞍山市，用中国民歌传统唱法并柔和现代流行音乐的气声，主要翻唱邓丽君、蔡琴，以及30年代、40年代等老歌，嗓音甜美，温柔如水，意蕴醇厚，有一股浓郁的怀旧风格。2005年出版第一张专辑《对着唱》，2008年5月出版第24张专辑《爱在何方》。目前签约于广州妙音文化传播公司。

## 作品
- 2005年《對着唱》
- 2006年6月《愛我別走》廣東音像
- 2008年5月《愛在何方》
- 2008年6月《相思淚》
- 2008年11月《君再來Ⅳ》九洲音像
- 2010年3月《印象》九洲音像
- 2010年6月《詩詞歌》妙音公司
- 2011年5月《歌劇經典唱段》
- 2012年1月《念情》
- 2017年《十大粵語金曲》
- 2017年9月，《古箏遇見童麗》，榮獲2017年度（第十三屆）十大發燒唱片榜「十大發燒唱片獎」榮譽[1]

## 外面參考
- 童麗

1. ↑   (新闻稿). 視聽發燒網/搜狐網. 2018-10-15  [2021-04-19]. （原始内容存档于2021-04-27） （中文（臺灣））.